# Сезон армянской культуры
Сезо́н армя́нской культу́ры (арм. Հայկական մշակույթի ժամանակաշրջան) — ежегодная серия разнообразных тематических мероприятий, нацеленных на знакомство участников с армянской культурой посредством многоформатных мероприятий для различных категорий людей.
Сезон армянской культуры организовывается проектом DUDUKIST и Армянским музеем Москвы.

## История
В 2019 году Сезон проходил в Москве с 15 сентября по 8 декабря. В рамках сезон было проведено более 40 мероприятий: концерты, образовательные лекции, интерактивные концерты для детей, кулинарные, музыкальные и арт мастер-классы.

### Музыкальный цикл
В рамках музыкального цикла мероприятий были проведены акустические концерты в Музее С.С. Прокофьева, в рамках которого участники выбирали для себя любой формат концерта из двенадцати: «Дудук и орган» солист Мартин Казарян, «Голоса Армении» группа Tamzara, «Дудук в классической музыке» Хосров Манукян, «Преемственность поколений» Армен Ованнисян и Искуи Карапетян, «Армянские виртуозы Москвы» стунный квартет Noyan, «Музыка веков» ансамбль народной музыки Гегама Оганяна, Дживан Гаспарян-младший в сопровождении ансамбля «Русские Струны», Ансамбль дудукистов, «Дудук и голос» Артем Тер-Оганнисян и Анна Авакян, «Этническая музыка» группа Праяг, «Этно-джаз» Арутюн Хачатрян и лучшие джазовые музыканты.  завершит цикл концертов программа «Россия и Армения – лучшие подруги» Валерий Семин, Марина Селиванова и другие.

### Детский цикл
В рамках детского цикла мероприятий в культурном центре «Белые Облака» были в игровой форме дети-участники познавали армянскую народную и классическую музыку в игровой форме: во время концертов можно двигаться, танцевать, петь, знакомиться с инструментами и общаться с музыкантами. Концерты представят два коллектива: струнный квартет Noyan и ансамбль народной армянской музыки Гегама Оганяна. Концерты будут проходить в культурном центре «Белые Облака».

### Мастер-классы
В рамках серии познавательных мероприятий были проведении ряд мастер-классов – музыкальных, художественных и кулинарных. В рамках мастер-классов по игре на народных инструментах у каждого участника свой инструмент, на котором он сможет сыграть несложную мелодию под руководством профессионального педагога (педагоги: Армен Ованнисян – дудук, Генри Гукасян – дхол, Искуи Карапетян – канон).
В рамках цикла арт мастер-классов «Армения в красках», состоящей из 4 встреч, участники под руководством профессионального художника Эмиля Абрамяна писали картину с видами Армении – акриловыми красками на холсте.
Кулинарные мастер-классы под руководством профессиональных шеф-поваров Касыма Эристова и Алварт Багдасарян проходили в специально оборудованной студии LIVE Kitchen. В рамках мастер-класс каждый участник готовил по три блюда армянской кухни.

### Образовательные лекции
Образовательные лекции прошли в историческом особняке Лазаревых, где сейчас располагается Посольство Армении. Мария Сахинова провела две встречи «Армения: страна, удивляющая даже искушенных туристов» и «Винная революция в Армении: что пробовать, что пить и что смотреть», сопровождающаяся дегустацией. Историк Александр Черемин провёл лекцию «История Армении с древнейших времен до наших дней: события и люди».

## Фотогалерея
| |  |  |  |
| Слева направо: концерт «Преемственность поколений», концерт «Дудук и голос», концерт «Дживан Гаспарян младший и ансамбль «Русские Струны» |  |  |  |

## Внешние ссылки
- Официальный сайт